# Mubizo
Mubizo är ett periodiskt vattendrag i Burundi.   Det ligger i provinsen Ruyigi, i den centrala delen av landet, 110 kilometer öster om huvudstaden Bujumbura.
Omgivningarna runt Mubizo är en mosaik av jordbruksmark och naturlig växtlighet. Runt Mubizo är det ganska tätbefolkat, med 134 invånare per kvadratkilometer.